# 인천바이오과학고등학교
인천바이오과학고등학교(仁川바이오高等學校)는 대한민국 인천광역시 연수구 청학동에 있는 공립 고등학교이다.

## 학교 연혁
- 1994년 11월 14일 : 청학공업고등학교 설치 조례 공포 (제2866호)
- 1995년 3월 1일 : 개교(4개학과 12학급)
- 1995년 3월 1일 : 초대 임갑철 교장 취임
- 2005년 3월 1일 : 특수학급(1학급) 신설
- 2010년 3월 1일 : 특성화고교(자동화 분야)로 지정
- 2021년 7월 1일 : 인천바이오과학고등학교로 교명 변경
- 2023년 3월 1일 : 제10대 김동진 교장 취임
- 2024년 1월 5일 : 제27회 졸업식(졸업생 101명, 누계 8,759명)
- 2024년 3월 4일 : 10학급 194명 입학

## 설치 학과
- 전기과
- 자동화기계과
- 바이오제약과
- 스마트전자과
- 바이오화학과
- 스마트자동화과
- 스마트전기과

## 참고 자료
- 인천바이오과학고등학교 - 한국교육학술정보원 학교알리미